# Tartu konstskola
Tartu konstskola (estniska: Tartu Kunstikool) är en yrkesskola i Tartu i Estland, som – förutom i traditionella konstämnen – ger utbildning bland annat i inredningsformgivning, media och illustration.  
Tartu konstskola grundades 1951 som Tartu bildkonstskola med undervisning för bildkonstlärare. Kurser i skulptur, dekoration och mode tillkom under de närmast följande åren. På 1990-talet flyttade skolan till en egen byggnad på Tähegatan, och flyttade igen 2010 till Ehagatan.
Tartu konstskola är nära förbunden med Tartu konsthögskola, som grundades år 2000, bland annat genom att en stor del av Tartu konstskolas elever fortsätter studier vid Tartu konsthögskola. De ligger bredvid varandra och delar i viss utsträckning lärarresurser och lokaler.